# August Allebé
August Allebé (Amsterdam, 1838 - 1927) fou un pintor neerlandès del segle xix procedent de l'Holanda del Nord.

## Biografia
Segons l'RKD, va assistir a classes nocturnes amb Felix Meritis i estudià a l'Acadèmia d'Anvers, l'Acadèmia Reial d'arts plastiques d'Amsterdam, i l'École Des Beaux-Arts a París. Va ser alumne de Petrus Franciscus Greive, Adolphe Mouilleron, Charles Rochussen i Louis Royer. Esdevingué membre d'Arti et Amicitiae a Amsterdam des de 1863 i membre de la Société Royale Belge des Aquarellistes des de 1868. El 1870 esdevingué professor a l'Acadèmia Reial d'Amsterdam i en fou director des de 1880. El Rijksbureau voor Kunsthistorische Documentatie (RKD) llista 179 alumnes i se sap que mantenia correspondència amb exalumnes i uns quants artistes tornaren a l'acadèmia per poder seguir fent classes amb ell. Alguns dels seus alumnes notables foren: Lizzy Ansingh, Floris Arntzenius, Nicolaas Bastert, Johan Braakensiek, George Hendrik Breitner, August Falise, Eduard Frankfort, Leo Gestel, Arnold Marc Gorter, Isaac Israels, Jacobus van Looy, Kees Maks, Coba Ritsema, Dirk Smorenberg, Willem Bastiaan Tholen, Jan Toorop, Jan Veth, Gerard Westermann, Piet van Wijngaerdt, Willem Witsen, i Jan Zoetelief Tromp.
Tingué una forta influència en l'Amsterdamse Joffers, i tenia un lligam proper amb l'Impressionisme d'Amsterdam. Està enterrat al cementiri de Zorgvlied.
Li van dedicar una plaça en un veïnat de carrers amb noms de pintors neerlandesos dels segles xix i xx al barri d'Overtoomse Veld a Amsterdam-Noord.